# Põlvamaa
Põlva (estisk: Põlva maakond), eller Põlvamaa, er et af Estlands 15 amter (maakond) og er beliggende i den sydøstlige del af landet. Põlva grænser til Tartumaa i nord, Võrumaa i syd, Valgamaa i vest. Põlva grænser også til Rusland i øst. Dele af grænsen til Rusland ligger ikke helt fast, og nogle landsbyer i Põlva er reelt enklaver inde i Rusland, f.eks. Lutepää.

## Kommuner
Amtet er inddelt i 3 kommuner. Det er tre landkommuner (estisk: vallad).
Landkommuner
- Põlva
- Kanepi
- Räpina

58°05′N 27°05′Ø / 58.08°N 27.08°Ø